# Беларуская навука

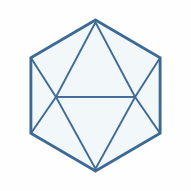
Логотип видавництва «Беларуская навука»

«Беларуская навука» — книжково-журнальне видавництво в Білорусі. Засноване в 1924 році в Мінську при Інбелкульті. З 1929 року входить до складу НАН Білорусі. З 1932 року отримало назву «Видавництво Академії наук БРСР» (біл. Выдавецтва Акадэміі навук БССР), а з 1963 року — «Наука і техніка» (біл. Навука і тэхніка). Мало друкарню імені Ф. Скорини. У 1996 році на базі видавництва «Наука і техніка» створено видавництво «Білоруська наука» (біл. Беларуская навука), з червня 2000 року — РУП «Видавництво „Білоруська наука“». З лютого 2005 року — республіканське унітарне підприємство «Видавничий дім „Білоруська наука“».
Видавало наукову, науково-популярну, художню, довідкову літературу, журнали. Видавало книги та брошури білоруською, російською, польською, єврейською, литовською, латиською мовами. Випустило зібрання творів Максима Богдановича (т. 1—2, 1968; т. 1—3, 1991—1995), Янки Купали (т. 1—7, 1972—1976), Міхаса Линькова (т. 1—8, 1981—1985), монографії про життя та творчість Янки Купали, Якуба Коласа, Максима Богдановича, Максима Горецького, Кіндрата Кропиви та інших.
Серед фундаментальних досліджень можна виділити:
| Українська назва                                                         | Оригінальна назва                                                     | Кількість томів, частин | Роки      |
| ------------------------------------------------------------------------ | --------------------------------------------------------------------- | ----------------------- | --------- |
| Граматика білоруської мови                                               | Граматыка беларускай мовы                                             | т. 1—2                  | 1962—1966 |
| Історія білоруської радянської літератури                                | Гісторыя беларускай савецкай літаратуры                               | т. 1—2                  | 1964—1966 |
| Історія білоруської дохристиянської літератури                           | Гісторыя беларускай дакастрычніцкай літаратуры                        | т. 1—2                  | 1968—1969 |
| Історія держави й права Білоруської РСР                                  | Гісторыя дзяржавы і права Беларускай ССР                              | т. 1—2                  | 1970—1976 |
| Історія Білоруської РСР                                                  | Гісторыя Беларускай ССР                                               | т. 1—5                  | 1972—1975 |
| Мистецтво Радянської Білорусі: Збірник документів і матеріалів           | Мастацтва Савецкай Беларусі: Зборнік дакументаў і матэрыялаў          | т. 1—2                  | 1976—1986 |
| Словник білоруських говірок північно-західної Білорусі та її прикордоння | Слоўнік беларускіх гаворак паўночна-заходняй Беларусі і яе пагранічча | т. 1—5                  | 1979—1986 |
| Туровський словник                                                       | Тураўскі слоўнік                                                      | т. 1—5                  | 1982—1987 |
| Історія білоруського театру                                              | Гісторыя беларускага тэатра                                           | т. 1—3                  | 1983—1987 |
| Білоруська граматика                                                     | Беларуская граматыка                                                  | ч. 1—2                  | 1985—1986 |
| Історія білоруського мистецтва                                           | Гісторыя беларускага мастацтва                                        | т. 1—6                  | 1987—1994 |
| Музичний театр Білорусі                                                  | Музычны тэатр Беларусі                                                |                         | 1990      |
| Білоруська народна творчість                                             | Беларуская народная творчасць                                         |                         | 1970—1993 |

Видавало журнали «Доклади Академії наук Білорусі», «Вісті Національної академії наук Білорусі», «Інженерно-фізичний журнал», «Диференціальні рівняння», «Журнал прикладної спектроскопії» та інші.